# سوبارو بی‌آرای‌تی

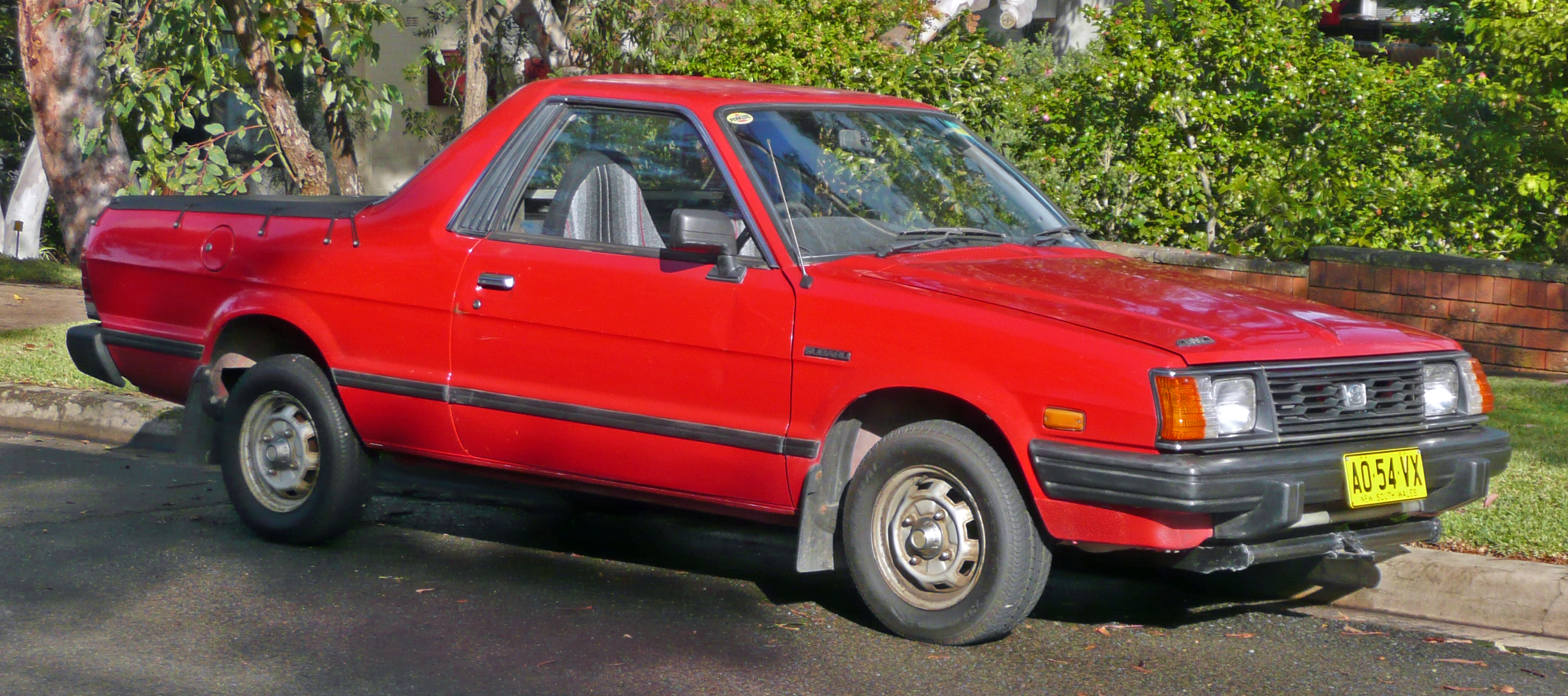

سوبارو بی‌آرای‌تی (Subaru BRAT) خودرویی است که در سال‌های ۱۹۷۸ تا ۱۹۹۳در ژاپن، تولید شده‌است.است.سیستم جعبه‌دندهٔ آن ۳، دنده به دو صورت خودکار و دستی است.